# Мандера (Карелия)
Мандера (карел. Mander) — деревня в составе Ведлозерского сельского поселения Пряжинского района Республики Карелия.

## Общие сведения
Расположена на восточном берегу озера Тулмозеро.

## Население
| 2002 | 2010 | 2013 |
| ---- | ---- | ---- |
| 2    | ↗3   | →3   |